# Palacio de justicia del condado de Madison (Iowa)
 El Palacio de Justicia del condado de Madison se encuentra en Winterset, Iowa, Estados Unidos. Fue incluido en el Registro Nacional de Lugares Históricos en 1981 como parte del Recurso Temático de los Palacios de Justicia del Condado de Iowa. Se incluyó como propiedad contributiva en el Distrito Histórico Comercial de Winterset Courthouse Square en 2015. El palacio de justicia es el tercer edificio que el condado ha utilizado para funciones judiciales y administrativas del condado.

## Historia

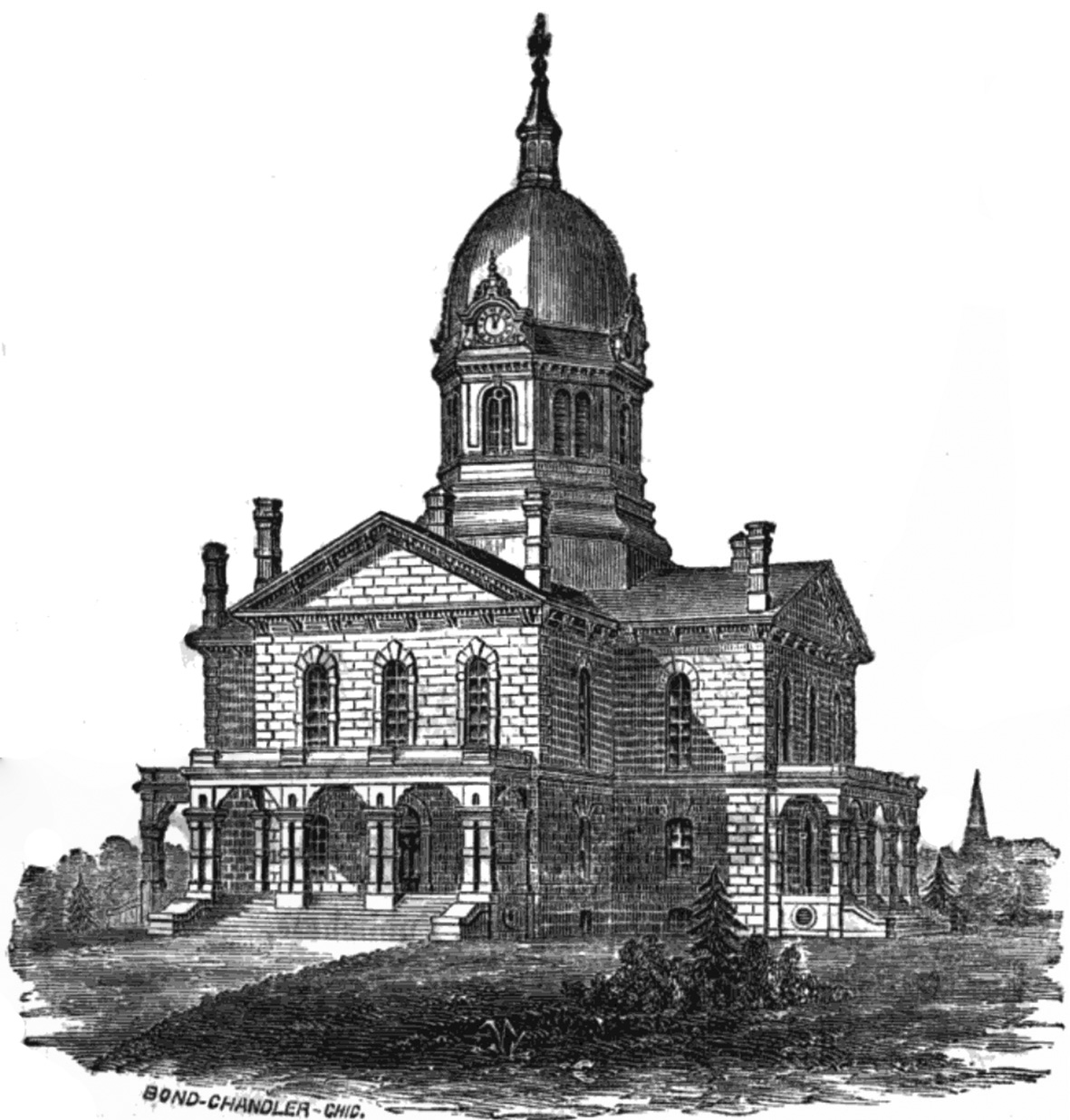
Palacio de justicia en 1869

El condado de Madison se organizó en 1850 y Winterset fue elegida como sede del condado ese mismo año. Las primeras sesiones judiciales se celebraron en diferentes tiendas y tabernas. El primer palacio de justicia del condado fue una estructura de troncos dobles construida en 1849 en Monumental Square en Winterset. El edificio también fue utilizado como escuela, iglesia y lugar de descanso para viajeros.Fue reemplazado por un palacio de justicia de piedra diseñado por GP Randall y construido a partir de 1868. Era una estructura en forma de cruz griega compuesta de piedra caliza extraída localmente y rematada por una cúpula octogonal. Había una cárcel en el segundo piso. El edificio fue destruido en un incendio el 2 de octubre de 1875. Los restos del palacio de justicia quemado fueron rescatados y utilizados en la construcción del nuevo palacio de justicia.

El actual palacio de justicia se inició en 1876. Fue diseñado por el arquitecto de Chicago Alfred H. Piquenard, quien junto con John C. Cochrane también fue responsable de los diseños de los Capitolios de los estados de Illinois y Iowa.  El edificio se terminó de construir en 1878 y costó unos 120.000 dólares. Está ubicado en la misma plaza pública que los anteriores juzgados, rodeado de edificios comerciales.

## Arquitectura
El palacio de justicia es importante por su arquitectura. Destaca por su construcción en piedra y su interpretación bastante sencilla del estilo renacentista francés. La estructura es muy similar a la del segundo palacio de justicia, pero sus detalles decorativos son más refinados. Los dos edificios tienen las mismas dimensiones. La piedra que se había rescatado del anterior palacio de justicia tuvo que ser tallada nuevamente. Se adquirió piedra adicional de una cantera local. Cada una de las cuatro elevaciones del edificio son idénticas y cuentan con un pórtico con columnas sobre una entrada. Una cúpula de color plateado alcanza una altura de 136 pies (41,5 m) y contiene 1500 libra (680,4 kg) campana y un reloj de cuatro caras. El interior presenta carpintería de nogal macizo.